# Waldemar Frank

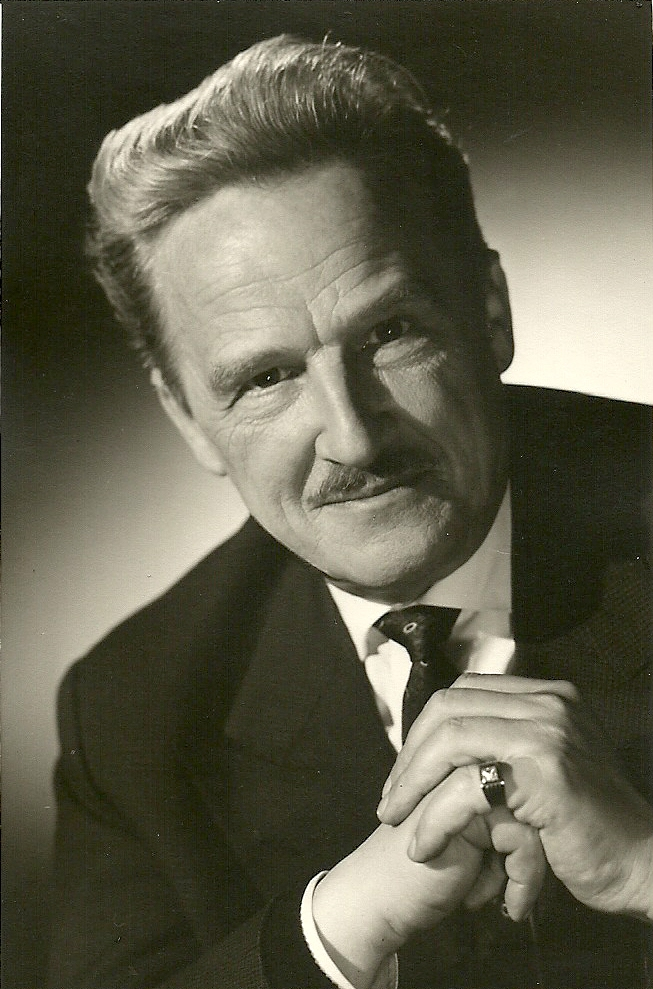
Waldemar Frank

Waldemar Frank (* 8. Februar 1903 in Forchheim als Waldemar Rosenbaum; † 29. Oktober 1961 in Berlin) war ein deutscher Bühnenschriftsteller und Filmproduzent.

## Leben
Waldemar Frank war in den 1930er und 1940er Jahren Autor und Mitautor von Operetten und Komödien. Zu den bekanntesten Lustspielen zählen die gemeinsam mit Leo Lenz verfassten Hochzeitsreise ohne Mann und Polterabend, die beide auch verfilmt wurden. Er schrieb die Buchvorlagen für Operetten mit Komponisten wie Friedrich Schröder, Robert Stolz und Gerhard Winkler. Eine seiner bekanntesten Operetten ist Nächte in Shanghai, wiederum eine Gemeinschaftsarbeit mit Leo Lenz.
1950 gründete er die Central-Europa-Film GmbH und produzierte erfolgreiche Operetten- und Musikfilme.
Waldemar Frank war seit 1944 mit Ursula Schmidt verheiratet und hatte mit ihr drei Söhne.

## Werke
Komödien
- 1935: Der Diplomatenpass
- 1936: Auf Wiedersehen am Stölpchensee
- 1937: Die Kleider meiner Frau
- 1938: Hochzeitsreise ohne Mann (verfilmt als Ehe man Ehemann wird)
- 1939: Riviera-Express
- 1939: Polterabend
- 1940: Das törichte Fräulein Susi
- 1940: Fernruf aus Nizza
- 1940: Junggesellensteuer
- 1947: Ministerkrise
- 1948: Meine Frau will heiraten

Buchvorlagen zu Operetten und Opern
- 1935: Die Regimentstochter (Bearbeitung der komischen Oper)
- 1942: Der verbotene Kuss – gemeinsam mit Leo Lenz, Musik von Karlheinz Gutheim
- 1947: Nächte in Shanghai – gemeinsam mit Leo Lenz, Musik von Friedrich Schröder
- 1948: Konfetti – gemeinsam mit Leo Lenz, Musik von Fred Raymond
- 1949: Premiere in Mailand – Musik von Gerhard Winkler
- 1949: Fest in Casablanca – Musik von Robert Stolz
- 1951: Die große Welt – Musik von Friedrich Schröder
- 1954: Isabella – Musik von Friedrich Schröder

## Filmografie
Buchvorlage
- Polterabend (Astra-Film Berlin 1939/1940)

Buchvorlage und Drehbuch
- Ehe man Ehemann wird (Astra-Film Berlin 1941)

Produzent der Central-Europa-Filme
- 1950: Musikalische Kostbarkeiten
- 1951: Es geht nicht ohne Gisela
- 1952: Der Fürst von Pappenheim
- 1953: Der Vetter aus Dingsda
- 1953: Die Rose von Stambul
- 1954: Clivia
- 1954: Schützenliesel
- 1955: Ball im Savoy (1955)
- 1955: Musik im Blut
- 1956: Die Rosel vom Schwarzwald
- 1956: Die schöne Meisterin
- 1957: Viktor und Viktoria
- 1957: Wenn Frauen schwindeln / Europas neue Musikparade 1958

Produktionsleitung für die Real-Film GmbH, Hamburg
- 1959/1960: Als geheilt entlassen
- 1960: Pension Schöller
- 1960: Gauner in Uniform / Hauptmann – deine Sterne